# 森俊弘
森 俊弘（もり としひろ、昭和46年（1971年） - ）は、日本の日本史学者。研究分野は主に岡山県地域の戦国時代史、特に備前宇喜多氏。

## 略歴
昭和46年（1971年）、東京都に生まれる。
岡山県真庭市の教育委員会に勤務しつつ、岡山県地域の歴史に関する論文や書籍を執筆する。
また、令和5年（2023年）に設立された「戦国 宇喜多家を顕彰する会 ～大河ドラマ誘致を目指して～」のアドバイザーも務める。

## 職歴
- 平成18年（2006年）4月 - 平成21年（2009年）3月、岡山県真庭市教育委員会教育総務課。
- 平成21年（2009年）4月 - 、岡山県真庭市教育委員会生涯学習課[注釈 2]。

## 所属学会
- 江川三郎八研究会
- 大阪歴史学会
- 方谷研究会
- 宇喜多家史談会
- 岡山地方史研究会

## 著書

### 分担執筆等
- 久世町教育委員会 編『羽庭城』久世町教育委員会、1999年3月。
- 東京芸大まちなみまちづくり倶楽部 編『住まう人に学ぶ　岡山まちなみまちづくり展』岡山まちなみまちづくり展実行委員会、2000年3月。
- 久世町史資料編編纂委員会 編『久世町史 資料編第1巻 編年資料』久世町教育委員会、2004年3月。
- 美作町町史編纂委員会 編『美作町史 通史編』美作市、2007年8月。
- 太田健一 編『図説 新見・高梁・真庭の歴史』郷土出版社、2008年2月。
- 鏡野町史編集委員会 編『鏡野町史 史料編』鏡野町、2008年3月。
- 久世デジタル中継局建設事業埋蔵文化財調査委員会 編『篠向城―久世デジタル放送中継局建設事業に伴う発掘調査―』久世デジタル中継局建設事業埋蔵文化財調査委員会、2008年3月。
- 太田健一 編『図説 井原・笠岡・浅口の歴史』郷土出版社、2009年1月。
- 鏡野町史編集委員会 編『鏡野町史 通史編』鏡野町、2009年3月。中世後期を担当。
- 小和田哲男監修、中井均 編『地方の視座から読み解く/日本人の歴史シリーズ1 戦国日本―日本の源は地方にあり！―』郷土出版社、2009年12月。ISBN 978-4863750517。
- 「美作国の山城」編集委員会 編『美作国の山城』第25回国民文化祭津山市実行委員会、2010年10月。
- 美作国建国1300年記念事業実行委員会歴史文化部会 編『みんなで学ぶふるさと美作のあゆみ』美作国建国1300年記念事業実行委員会、2013年8月。
- 真庭市教育委員会 編『真庭市埋蔵文化財調査報告6 真庭市指定史跡高田城総合調査報告書』真庭市教育委員会、2015年3月。
- 美甘栄枝 語り、立石憲利・森俊弘 著『ひるぜんの民話―真庭市・美甘栄枝の語り―』真庭民話研究会、2015年6月。
- 中山一麿 編『神と仏に祈る山―美作の古刹木山寺社史料のひらく世界―』法藏館、2016年11月。
- LIXILギャラリー企画委員会 企画『LIXIL BOOKLET〝江川式〟擬洋風建築─江川三郎八がつくった岡山・福島の風景』LIXIL出版、2016年11月。ISBN 978-4-86480-528-5。「江川三郎八研究会よもやま三題噺─江川・僕・旧遷喬尋常小学校」を執筆。
- 岡山県古代吉備文化財センター 編『岡山県中世城館跡総合調査報告書 第3冊 美作編』岡山県教育委員会、2020年2月。
- 真庭市教育委員会 編『阿波土居跡―銘建工業本社工場エコ発電所2号機建設工事に伴う発掘調査』真庭市教育委員会、2021年3月。
- 津山市史編さん委員会 編『新修津山市史 資料編 古代・中世』津山市、2022年3月。
- 森俊弘監修、皆木保実・湯逸得原著、三好基之編著『現代語訳 美作太平記』山陽新聞社、2025年5月。ISBN 978-4-88-197770-5。

## 論文
- 「美作西部における戦国期の経緯について」『久世町埋蔵文化財発掘調査報告3 羽庭城』、久世町教育委員会、1999年3月、26-39頁、CRID 1390290700447635328。
- 「岡山藩士馬場家の宇喜多氏関連伝承について―「備前軍記」出典史料の再検討―」『岡山地方史研究』第95号、岡山地方史研究会、2001年3月、1-23頁。
- 「再読「安土日記」―安土城天主に関する一考察―」『城郭史研究』第21号、日本城郭史学会、2001年6月、10-22頁。
- 「備前浦上氏関連説話の研究―説話に見る浦上氏の盛衰―」『東備』第9号、歴史研究協議会、2002年7月、20-34頁。
- 「年欠三月四日付け羽柴秀吉書状をめぐって―書状とその関係史料を再読して―」『岡山地方史研究』第100号、岡山地方史研究会、2003年6月、72-84頁。
- 「「高松小島氏旧記ノ写」―覚書記事から垣間見る岡山県地域の戦国時代史―」『吉備地方文化研究』第15号、就実大学吉備地方文化研究所、2005年3月、137-159頁。
- 「宇喜多直家の権力形態とその形成過程―浦上氏との関係を中心に―」『岡山地方史研究』第109号、岡山地方史研究会、2005年10月、1-27頁。
- 「再読「安土日記」その後―いわゆる「信長記」Ⅰ類本とⅡ類本以降の異同を発端に―」『城郭史研究』第25号、日本城郭史学会、2005年10月、72-77頁。
- 「国登録有形民俗文化財「郷原漆器の製作用具」について―岡山県北地域の漆器業史とその製法―」『民具マンスリー』第40巻第8号、神奈川大学日本常民文化研究所、2007年11月、9619-9632頁。
- 「篠向城下における「町」の形成と推移をたどる 主に近世・近代の文献史料を手がかりに」『篠向城―久世デジタル放送中継局建設事業に伴う発掘調査―』、岡山県真庭市教育委員会編、久世デジタル中継局建設事業埋蔵文化財調査委員会、2008年3月、17-19頁。
- 「岡山県地域における中世後期研究の到達点―歴史シンポジウム 岡山県古代・中世史研究の最前線―」『吉備地方文化研究』第19号、就実大学吉備地方文化研究所、2009年3月、203-210頁。
- 「岡山城とその城下町の形成過程―地誌「吉備前鑑」の検討を中心に―」『岡山地方史研究』第118号、岡山地方史研究会、2009年9月、1-28頁。
- 「中近世移行期の備前国人と地域産業―林原美術館所蔵年欠八月四日付け宇喜多直家書状を端緒として―」『岡山地方史研究』第128号、岡山地方史研究会、2012年12月、1-22頁。
- 「中近世移行期草苅氏に関する通史的言説をめぐって―萩藩士草苅家関連史料の検討を中心に―」『鳥取地域史研究』第15号、鳥取地域史研究会、2013年3月、17-45頁。
- 「中世備前焼の生産・流通を支配したのは誰か―文献史料から考察する―」『備前歴史フォーラム2013資料集 運ぶ』、備前市教育委員会生涯学習課、2014年3月、75-90頁。
- 「中近世移行期の猿掛庄氏とその一門衆 『西国太平記』を「植木家先祖覚」で読み直す」『倉敷の歴史』第24巻、倉敷市総務局総務部市史編さん室、2014年3月、22-40頁。
- 「宇喜多直家の新出書状―祝山城をめぐる攻防戦の関連史料―」『津山市史研究』第1号、津山市史編さん室、2015年3月、62-78頁。
- 「国人小田草斎藤氏の興亡―鏡野地域の戦国時代史―」『鏡野郷土博物館講演録』、鏡野町教育委員会・鏡野郷土博物館、2016年3月。
- 「宇喜多直家の備前統一と岡山平野―第十四回おかやま県民文化祭参加 第六回おかやま文化フォーラム 今、中世の実像を求めて 時代の変革と地域」『岡山の自然と文化』第36号、岡山県郷土文化財団、2017年3月、250-272頁。
- 「美作国守護代の歴史的展開」『津山市史研究』第3号、津山市史編さん室、2017年3月、1-33頁。
- 「大森家が伝えた備前国の戦国時代 「浦上覚書」（仮題）の紹介」『光基』第11号、大国家、2017年5月、3-7頁。
- 「新出書状からみた山田方谷とその周辺」『山田方谷ゼミナール』第5号、方谷研究会、2017年8月、68-72頁。
- 「晩年の山田方谷とその子女―主に書状による再検討を中心に―」『山田方谷ゼミナール』第6号、方谷研究会、2018年8月、35-55頁。
- 「「美作菅家一族」と「三穂太郎」―主に文献史学の立場から―」『今も生きている巨人 伝説さんぶたろう 第2集』、民話さんぶたろう研究実行委員会編著、立石憲利監修、2019年2月。
- 「「菅家一族」と「三穂太郎」の実像を探る」『作州路』第23号、美作学術文化振興財団、2020年3月、1-2頁。
- 「戦国・織豊期における宇喜多氏の家中編制(1)主に「戸川家譜」・「浦上宇喜多両家記」を素材として」『岡山地方史研究』第151号、岡山地方史研究会、2020年8月、1-21頁。
- 「戦国・織豊期における宇喜多氏の家中編制(2)主に「戸川家譜」・「浦上宇喜多両家記」を素材として」『岡山地方史研究』第152号、岡山地方史研究会、2020年12月、1-22頁。
- 「安住院資料にみる禅光寺周辺の地域社会―室町・戦国期から織豊期へ　附、「如法経奉加軸」・「瓶井山禅光寺奉加帳」翻刻―」『安住院資料の調査と研究』、中山一麿編、臨川書店、2022年7月。
- 「戦国・織豊期における宇喜多氏の家中編制(3)主に同時代史料及び「宇喜多秀家士帳」の検討を通じて」『岡山地方史研究』第157号、岡山地方史研究会、2022年9月、1-24頁。
- 「宇喜多直家の合戦と岡山城―「兵法」・家中編制・居城」『歴史研究』第727号、戎光祥出版、2024年12月、24-35頁。

## 講座・講演会
- 就実大学吉備地方文化研究所中世史研究会例会「宇喜多秀家の生母について」（2005年11月12日）
- 赤松氏研究会第１回研究会パネルディスカッション（2007年3月24日）
- 矢筈城特別シンポジウム「近世資料からみた中世草苅氏の動向」（2008年12月20日）
- 井原市歴史講座「備中地域の戦国時代」第2回講演「三村家親と備作兵乱―備作地域の戦国時代史を読む―」（2009年3月17日）
- 2009年度美作の中世山城連絡協議会総会「文献資料基づく城郭呼称について」（2009年6月7日）
- 岡山中世史研究会例会「史料としての『西国太平記』―備中国の戦国時代史像をめぐって―」（2010年2月13日）
- 歴史講演会「宇喜多氏研究の最前線―宇喜多秀家の実像に迫る―」講演2「宇喜多秀家と城下町岡山の成り立ち」（2012年10月7日）
- 備前歴史フォーラム2013「運ぶ～やきものは誰が商い、誰が運ぶのか～」講演「誰が備前焼を商ったか」（2014年3月16日）
- 鏡野郷土博物館講演会「国人小田草斎藤氏の興亡―鏡野地域の戦国時代史―」（2014年6月21日）
- 金光歴史民俗資料館企画展講演会「建築師・江川三郎八―人物と史料―」（2014年11月30日）
- 美作学講座 「津山市史関連研究から」第1回「美作祝山城をめぐる攻防―草苅・字喜多戦争の行方―」（2015年6月13日）
- 「岡山県技師・江川三郎八と江川式建築 ―岡山県の近代洋風建築の世界―」講演会「岡山県技師・江川三郎八と江川式建築―岡山県の近代洋風建築の世界―」（2015年9月6日）
- 蒜山地域の歴史講座 第Ⅱ回 蒜山歴史大学（後半）第5回講演「明治"御一新"と蒜山の神・仏」（2016年9月11日）
- 第6回おかやま文化フォーラム「今、中世の実像を求めて 時代の変革と地域」事例発表「宇喜多直家の備前統一と岡山平野」（2016年12月10日）
- 備中佐井田城址探訪会「戦国時代の備中佐井田城と地域社会」（2018年3月3日）
- 『今も生きている巨人伝説 さんぶたろう』第2集 出版記念講演会「｢菅家一族」と「三穂太郎」の実像をさぐる」（2019年11月17日）
- 「江戸時代の地域と感染症 ―「年代記」等に見る感染症流行の歴史―」（2022年5月22日）
- 「備前軍記」「備中兵乱記」「美作太平記」改訂版出版記念講演会「岡山の戦国時代を語る ～武士が駆け抜けた時代～」（2022年10月23日） 第2部において榎原雅治・内池英樹と共に鼎談。
- 樫邑地域・樫邑小学校「大人のかしむら学」「樫邑の歴史を紐解く手がかり」（2023年5月25日）
- 御津の歴史講座②「金川松田氏と宇喜多直家」（2024年6月22日）
- 美作市文化財講座「ちょっぴり新しい宮本武蔵 ―関連史料の再検討から考える―」（2024年8月24日）
- 「宇喜多氏研究の最前線2024 ―集え！岡山城の陣―」（2024年10月12日） 内池英樹、大西泰正と共に登壇。
- 郷育講座「真庭の教育文化とまなびや」第3回 市内バス見学「真庭地域の教育遺産を体感しよう」（2025年1月18日） 建築士の山崎真由美と共に講師を担当。
- 軍記シリーズ第3巻『現代語訳 美作太平記』出版記念講演会「美作国の戦国時代、人物と合戦 ―『現代語訳 美作太平記』の監修を通じて―」（2025年7月13日）